# Cathorops spixii
Cathorops spixii, conhecido como bagre-gonguito ou bagre-amarelo, é uma espécie de peixes da família Ariidae no ordem dos Siluriformes. 

## Morfologia
Os machos podem alcançar até 30 cm de longitude total.Os bagres-gonguitos apresentam uma característica extremamente marcante: a presença de bigodes, na qual são chamados de barbilhões, possibilitando que o peixe localize, com facilidade, suas presas, apresentando função sensorial.

### Veneno dos bagres-gonguitos
Os bagres marinhos apresentam um ferrão que podem ocasionar lesões desagradáveis. O veneno desses animais é encontrado nos ferrões, em glândulas localizadas na base dos espinhos e em um muco encontrado em sua pele. Com a injeção do ferrão na pele, o veneno reage no organismo, causando dor intensa, que persiste por horas, febre, vômitos, sudorese, câimbra, inchaço, paralisia e, em casos mais graves, a necrose da pele no local e morte devido a infecção ao tétano, embora as mortes por esses peixes não é comum, podendo ser prevenindo tomando a vacina de tétano regularmente.

## Distribuição geográfica
Se encontra na América do Sul: em águas marinhas litorais rasas e estuários salgados, lagoas e bocas de rios atlânticos, entre Guiana e Brasil.São peixes comumente encontrados em áreas costeiras de águas rasas e com fundos arenosos e lodosos.

## Alimentação
Alimenta-se principalmente de invertebrados e pequenos peixes. Os juvenis se alimentam de anfípodes, isópodes e copépodos.

## Aproveitamento
Sua carne é considerada de boa qualidade. É vendido localmente.